# Jean René Constant Quoy
Jean René Constant Quoy (10 tháng 11 năm 1790 tại Maillé – 4 tháng 7 năm 1869 tại Rochefort) là một bác sĩ phẫu thuật hải quân, nhà động vật học và nhà giải phẫu học người Pháp.

## Tiểu sử
Năm 1806, Quoy bắt đầu học ngành y khoa tại một trường y học hải quân ở Rochefort, sau đó được làm bác sĩ phẫu thuật phụ trợ trong chuyến đi đến Antilles (1808–1809). Sau khi lấy bằng tiến sĩ y khoa vào năm 1814 tại Montpellier, ông trở thành bác sĩ phẫu thuật chính trong hành trình đi đến Réunion (1814–1815).
Cùng với Joseph Paul Gaimard, ông đã theo ngành tự nhiên học và là bác sĩ phẫu thuật làm việc trên con tàu Uranie do Louis de Freycinet chỉ huy (1817–1820), sau đó là trên con tàu Astrolabe (1826–1829) dưới sự chỉ huy của Jules Dumont d'Urville.
Tháng 7 năm 1823, Quoy và Gaimard đã trình bày một báo cáo cho Viện Hàn lâm Khoa học Pháp về nguồn gốc hình thành của các rạn san hô. Tác phẩm nghiên cứu của họ đã được trích dẫn bởi Charles Darwin trong sách chuyên khảo của ông về sự hình thành các rạn và đảo san hô.
Trong chuyến thám hiểm trên tàu Astrolabe, Quoy và Gaimard đã thu thập được mẫu vật của Tachygyia microlepis, một loài thằn lằn bóng khổng lồ hiện đã tuyệt chủng ở Tonga.
Năm 1824, Quoy được bổ nhiệm làm giáo sư giải phẫu học tại Trường Hải quân Rochefort (1832–1835). Ông tiếp tục sự nghiệp của mình tại các bệnh viện hải quân ở Toulon (1835–1837) và Brest (1838–1848), sau đó được chọn làm Tổng thanh tra của Cục Y tế và Phẫu thuật Hải quân (1848–1858).

## Các chi và loài được đặt theo tên của Quoy
- Cracticus quoyi Lesson, 1827
- Quoyia A. Gray, 1839 – một chi động vật chân bụng đã tuyệt chủng
- Terebra quoygaimardi Cernohorsky, 1976
- Pilumnus quoyi H. Milne-Edwards, 1834
- Ischnochiton quoyanus J. Thiele, 1910
- Eulamprus quoyii A.M.C. Duméril & Bibron, 1839[4]
- Quoya Gaudich.